# Telefonsex

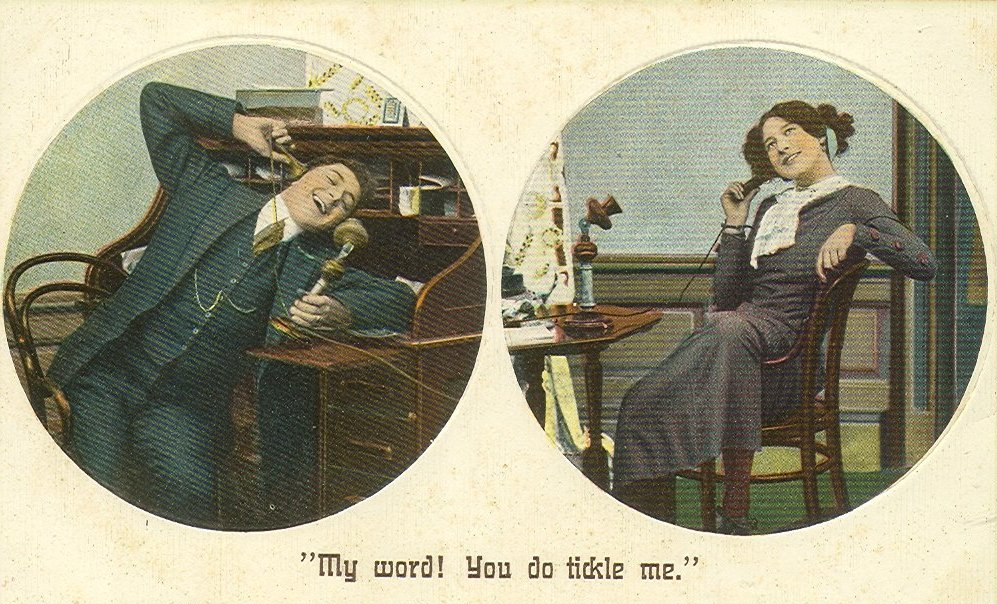
Telefonsex

Telefonsex eller telefonporr är en sexuell aktivitet där två personer (ibland fler, vid flerpartssamtal) sitter i telefon och pratar med varandra om vad man skulle vilja göra sexuellt tillsammans. Det finns också särskilda telefonnummer, ofta i form av betaltjänster, som personer kan ringa.
Telefonsex har stora likheter med cybersex, där ofta en webbkamera kommer till användning